# John P. Jaeckel

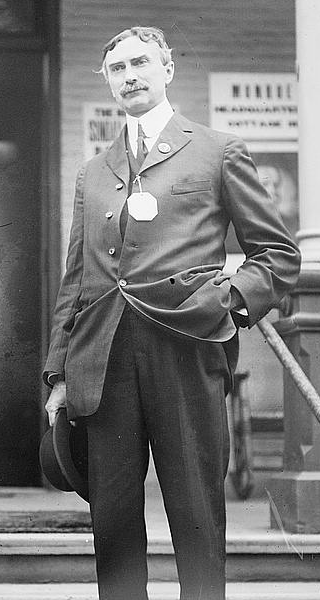
John P. Jaeckel

John P. Jaeckel (* 22. April 1865 in Syracuse, New York; † 16. Juni 1941 in Auburn, New York) war ein US-amerikanischer Politiker (Republikanische Partei). Er war von 1899 bis 1903 Treasurer of State von New York.

## Werdegang
John P. Jaeckel, Sohn deutscher Einwanderer, wurde Ende des Bürgerkrieges im Onondaga County geboren. Die Familie zog dann nach Auburn (New York). Über seine Jugendjahre ist nichts bekannt. Er war als Money Order Clerk im Postamt von Auburn tätig und später als Clerk und Buchhalter für einen Kohlehändler. Von 1895 bis 1898 war er Auburn City Treasurer. Jaeckel wurde 1898 zum Treasurer of State von New York gewählt und 1900 wiedergewählt. Am 29. Oktober 1901 war er Sprecher der Geschworenen und Zeuge bei der Hinrichtung von Leon Czolgosz im Staatsgefängnis von Auburn. Jaeckel war Präsident der New York State Prison Commission und Mitglied der New York State Board of Parole, welche 1904 die Bewährung des mehrfachen Racketeers Albert J. Adams ablehnte. 1920 wurde er zum ersten Auburn City Manager gewählt.